# Mandarinski Kinezi
Mandarinski Kinezi /ime mandarin dolazi preko portugalskog jezika iz sanskrtske riječi mandari (=commander), označavajući njime kineski narod i kineski jezik,/ najbrojnija jezična kineska skupina koja čini glavninu nacionalnosti Han (pravih Kineza), koji govore mandarinskim jezikom, odnosno pŭtōnghuà ili guānyŭ (službeni jezik). Mandarinski Kinezi žive kroz cijelu Kinu a ima ih popisanih u 83 zemlje. Većina ih je ipak koncentrirana u sjevernim i istočnim kineksim provincijama (preko 782,000,000), a Peking (Beijing) njihovo je glavno gradsko središte. Njihov broj iznosi u cijelom svijetu 873,014,298 (uključujući narod Huej). Znatan broj živi ih na Tajvanu (20 milijuna) i Singapuru (1.5 milijun). Jezik ima brojne dijalekte među kojima pekinški, sjeverni (huabei guanhua), sjeverozapadni (xibei guanhua), jugozapadni (xinan guanhua), hezhouhoua.

## Vanjske poveznice
- Han Chinese, Mandarin of China